# Seznam evropských států podle průměrné délky života
Níže uvedená mapa a tabulka uvádí očekávanou délku života v jednotlivých zemích ze statistik Světové banky za rok 2018.

## Mapa
Teplejší barvy znamenají nižší střední délku života, studenější barvy značí vysokou střední délku života.

## Očekávaná délka života podle zemí (2016)

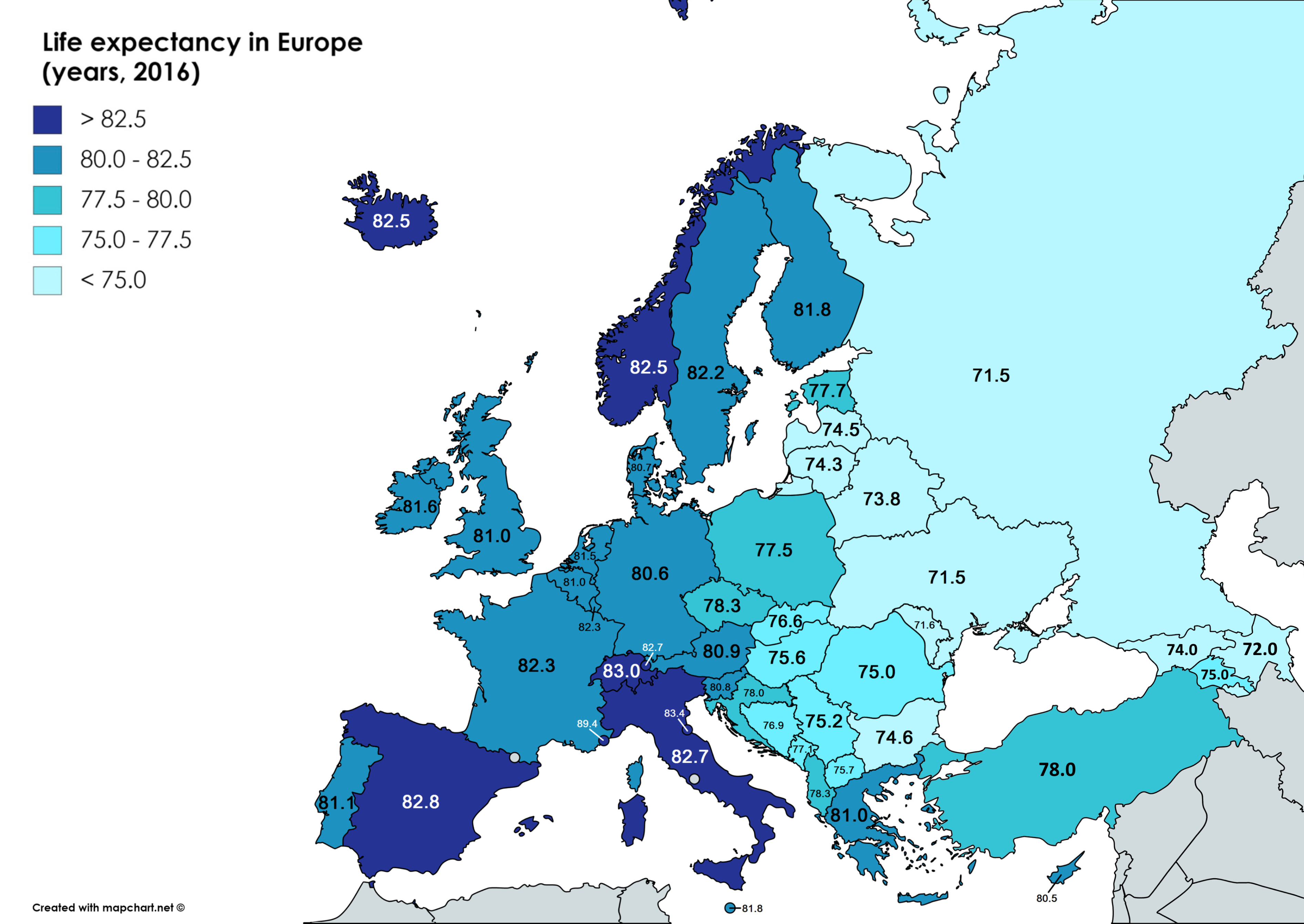
Očekávaná délka života v letech v evropských zemích, 2016

| Pořadí | Země                | Průměrná délka života | Proočkovanost proti chřipce, lidé ve věku 65 a více let, 2016 (%) |
| ------ | ------------------- | --------------------- | ----------------------------------------------------------------- |
| 1      | Monako              | 89,4                  |                                                                   |
| 2      | Švýcarsko           | 85,2                  |                                                                   |
| 3      | Francie             | 85,3                  | 50 %                                                              |
| 4      | Španělsko           | 85,1                  | 56 %                                                              |
| 5      | Finsko              | 85,0                  | 47 %                                                              |
| 6      | Norsko              | 84,9                  | 38 %                                                              |
| 7      | Itálie              | 84,7                  | 50 %                                                              |
| 8      | Malta               | 84,6                  |                                                                   |
| 9      | Island              | 84,5                  | 47 %                                                              |
| 10     | Kypr                | 84,3                  |                                                                   |
| 11     | Lucembursko         | 84,2                  | 38 %                                                              |
| 12     | Švédsko             | 84,2                  | 49 %                                                              |
| 13     | Portugalsko         | 84,1                  | 58 %                                                              |
| 14     | Řecko               | 83,7                  |                                                                   |
| 15     | Lichtenštejnsko     | 83,6                  | 28 %                                                              |
| 16     | Rakousko            | 83,6                  |                                                                   |
| 17     | Dánsko              | 83,6                  | 41 %                                                              |
| 18     | San Marino          | 83,4                  |                                                                   |
| 19     | Slovinsko           | 83,4                  | 10 %                                                              |
| 20     | Nizozemsko          | 83,1                  | 65 %                                                              |
| 21     | Belgie              | 83,1                  |                                                                   |
| 22     | Estonsko            | 82,7                  | 3 %                                                               |
| 23     | Irsko               | 81,6                  | 55 %                                                              |
| 24     | Česko               | 81,3                  |                                                                   |
| 25     | Spojené království  | 81,0                  | 71 %                                                              |
| 26     | Chorvatsko          | 80,9                  | 21 %                                                              |
| 27     | Německo             | 80,6                  | 35 %                                                              |
| 28     | Polsko              | 80,8                  |                                                                   |
| 29     | Slovensko           | 80,4                  | 10 %                                                              |
| 30     | Lotyšsko            | 80,1                  | 4 %                                                               |
| 31     | Litva               | 80,0                  | 23 %                                                              |
| 32     | Maďarsko            | 79,1                  | 20 %                                                              |
| 33     | Rumunsko            | 78,4                  | 8 %                                                               |
| 34     | Albánie             | 78,3                  |                                                                   |
| 35     | Bulharsko           | 77,5                  |                                                                   |
| 36     | Černá Hora          | 77,1                  | 13 %                                                              |
| 37     | Bosna a Hercegovina | 76,9                  |                                                                   |
| 38     | Turecko             | 75,8                  | 7 %                                                               |
| 39     | Severní Makedonie   | 75,7                  | 6 %                                                               |
| 40     | Srbsko              | 75,2                  | 11 %                                                              |
| 41     | Bělorusko           | 73,8                  |                                                                   |
| 42     | Ukrajina            | 72,1                  |                                                                   |
| 43     | Moldavsko           | 71,6                  |                                                                   |
| 44     | Rusko               | 71,6                  |                                                                   |